# Музичний фестиваль імені Кароля Шимановського
Музичний фестиваль ім. Кароля Шимановського — фестиваль академічної музики, що проходить у м. Кропивницький з 2003 року щорічно. Організатором фестивалю є Об'єднання поляків Кіровоградщини «Полонія» ім. Кароля Шимановського.
Основною метою фестивалю є популяризація творчості видатного польського композитора Кароля Шимановського, життя якого було тісно пов'язане з Єлисаветградом. Колись у 1919 році на громадському зібранні в старому Єлисаветграді виступав власною персоною Шимановський.  Поруч із музикою К. Шимановського на фестивалі звучать твори інших композиторів, а також виконується народна музика. Окрім концертів під час фестивалів відбуваються творчі зустрічі, презентації видань, виставки живопису, перегляди тематичних документальних фільмів.
Передісторія фестивалю сягає 1962 року. Тоді вперше в Кропивницькому було урочисто відзначено ювілей (80-річчя) від дня народження К. Шимановського. В Палаці культури ім. Жовтня відбувся великий концерт. У 1992 році відбулись Дні пам'яті К. Шимановського до 110-річчя від дня його народження, організовані Кіровоградським музеєм музичної культури ім. К. Шимановського (жовтень). У 1993 році в рамках міжнародної конференції «Кароль Шимановський і Україна» твори К. Шимановського виконали артисти з Москви Галина Писаренко (сопрано) та Ельвіра Сєлькіна (фортепіано). Безпосередньою предтечею фестивалю стали Дні пам'яті К. Шимановського до 120-річчя від дня його народження (19 — 25 листопада 2002 року). Під час їх проведення було вирішено за підтримки Генерального консульства Республіки Польща у м. Києві започаткувати в Кропивницькому щорічний фестиваль К. Шимановського. Перший Музичний фестиваль ім. Кароля Шимановського проходив 17 листопада — 3 грудня 2003 р. У його програмі були два концерти у філармонії, а також інші цікаві заходи. Наступні фестивалі проводились щорічно.